# Serafien De Rijcke
Serafien De Rijcke (Seraphin De Rijcke, Fientje De Rijcke) (Deurle, 9 maart 1840 - Petegem-aan-de-Leie, 15 februari 1915) was een Belgisch autodidactisch kunstschilder. Hij ging in de buurgemeente Sint-Martens-Latem wonen in de periode van de eerste Latemse School, maar hij maakt geen deel uit van deze artistieke groep.
De Serafien De Rijckedreef in Sint-Martens-Latem en de Serafien De Rijckelaan in De Pinte zijn naar hem vernoemd.

## Biografie
Serafien De Rijcke werd 1840 geboren in het destijds landelijke Deurle in een ruraal milieu. Zijn vader stond ingeschreven als landbouwer en mandenvlechter.

#### Opleiding
Hij volgde lagere school in Deurle en brak in die periode zijn been, waardoor hij de rest van zijn leven mank zou lopen. Hij moest lang in bed moest blijven en ontdekte daar zijn voorliefde voor tekenen en schilderen. Na de lagere school werd hij net zoals zijn vader landbouwer en stoelen- en mandenvlechter. In tegenstelling tot het grootste deel van de landelijke bevolking in die tijd kon hij lezen en schrijven.

#### Xavier De Cock en Serafien De Rijcke
In 1860 kwam de kunstschilder Xavier De Cock, na zijn huwelijk met Maria Virginia Elias uit Sint-Denijs-Westrem, in Deurle wonen. Xavier De Cock was een befaamd kunstenaar uit Gent die actief was in het Franse kunstenaarsdorp Barbizon. Hij vestigde zich in een landhuis aan de Vierschaar in Deurle aan de Kortrijksesteenweg (nu Xavier De Cocklaan), dat hij later zou ombouwen in Villa Juliana, het latere gemeentehuis van Deurle. Serafien De Rijcke woonde zelf in de Oude Vierschaarstraat, in de onmiddellijke omgeving, en kon er dat zelfde jaar gaan werken als verfmenger ("verfslijper").  Onder invloed en met de steun van Xavier De Cock kon Serafien De Rijcke zijn natuurlijke aanleg voor schilderen verder uitwerken. Hij maakte als ongeschoold kunstenaar naïeve landschappen en Leiezichten, weliswaar onhandig,  maar toch erkend als spontaan natuurtalent.

#### Beroepskunstschilder

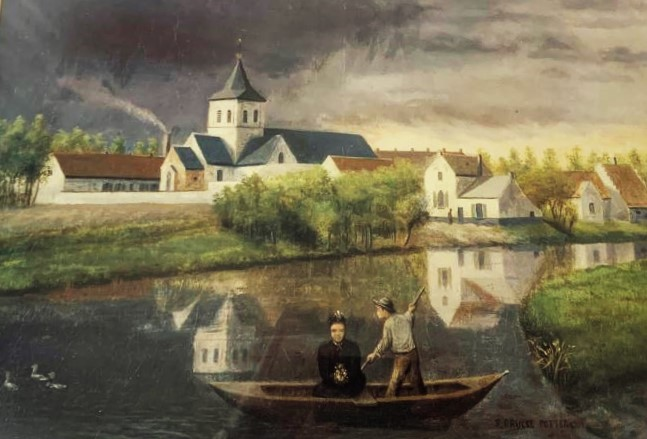
Serafien De Rijcke: Overzet aan de Leie (geschilderd na 1880 en uitzonderlijk met bijvoeging van de naam van zijn echtgenote (Potter).

Hij evolueerde van uiterst naïef schilder naar kunstenaar van levendige in de vrije natuur geschilderde doeken. In 1866 stond Serafien in het bevolkingsregister van Deurle reeds ingeschreven als kunstschilder. Hij nam drie keer deel aan het driejaarlijks Salon van Gent (1865,1868,1871).
Zijn werk kreeg enige aandacht: de Beurzen-Courant van 1868 vermeldde: "Hij zou het met een voortdurend scherp toezien op de natuur, wellicht verder kunnen brengen dan menigen Academie-laureaat, die 'hoofd zoo vol heeft van regelen conventies, dat hij er niet meer buiten kan en geen oog meer heeft voor 't geen in wezenlijkheid bestaat". In 1870 werd hij vermeld door de geschiedschrijver Frans De Potter.
Het grote succes bleef echter uit en hij kon niet van zijn kunst zijn broodwinning maken. Het gemeentebestuur van Deurle, onder leiding van burgemeester Gustave della Faille d'Huyse, stelde hem kosteloos een atelier ter beschikking. Daarenboven kreeg hij gedurende een paar jaar een toelage van 50 frank en later kreeg hij van de overheid een jaarlijkse subsidie van 700 frank.

#### De eerste Latemse school en Serafien De Rijcke
In 1880 trouwde hij met Maria Theresia De Potter. Zijn beroep was toen al officieel huisschilder, later zou dat stoelenvlechter worden. Het gezin woonde aanvankelijk in de Pontstraat in Deurle, maar ging vanaf 1892 in het naburige Sint-Martens-Latem wonen. De Rijcke was officieel de eerste kunstenaar die zich in het kunstenaarsdorp vestigde, naast de in Latem geboren vroegere burgemeester en  gemeentesecretaris Albijn Van den Abbeele en de schilder Oscar Lamont uit de Maenhoudtstraat, die in 1897 naar Engeland en later naar Californië zou verhuizen.
Traditioneel wordt 1895 als begin van de Latemse school en de start van de kunstenaarskolonie aangeduid, waardoor Serafien De Rijcke soms samen met Albijn Van den Abbeele  ten onrechte als pionier van de Latemse Scholen worden omschreven. Hoewel zijn werk een aantrekkelijke vorm van naïviteit vertoonde steeg het niet uit boven de middelmaat. Hij had in Sint-Martens-Latem nauwelijks contacten met de andere schilders. Hij woonde eerst in de Neerstraat (nu Kortrijksesteenweg) en daarna in de Keistraat 8, op de grens met De Pinte, op enkele kilometers van het artistieke centrum van de kunstenaarskolonie. Met zijn werk heeft hij geen invloed gehad op de Latemse School. Hij heeft ook niet bijgedragen tot het ontstaan van Sint-Martens-Latem als kunstenaarsdorp, in tegenstelling tot Albijn van den Abeele. In zijn werk is er geen enkele gelijkenis qua stijl en en esthetiek met de Latemse School. Hierdoor kan hij noch als voorloper, noch als lid van de eerste Latemse school gekwalificeerd worden. Zowel Georges Minne als Albijn Van den Abeele bezaten een werk van hem.

#### Overlijden
In 1904 verliet hij Sint-Martens-Latem. Hij was toen al weduwnaar en had vier zonen en was gekend voor zijn alcoholmisbruik. Hij verhuisde naar naburige dorpen Sint-Denijs-Westrem en De Pinte. Op 15 februari 1915 overleed hij in armoedige omstandigheden in het ouderlingentehuis van Petegem-aan-de-Leie.

## Oeuvre
Van het oeuvre van Serafien De Rijcke zijn slechts een twintigtal werken bekend. Ze werden in 1985 in Sint-Martens-Latem tentoongesteld tussen de werken van Xavier De Cock en Albijn Van den Abeele.